# Diédougou (Koutiala)
Diédougou is een gemeente (commune) in de regio Sikasso in Mali. De gemeente telt 5500 inwoners (2009).
De gemeente bestaat uit de volgende plaatsen:
- Kossourouna
- Kouô (hoofdplaats)
- Massabala
- Touloumina